# Meropathus chuni
Meropathus chuni är en skalbaggsart som beskrevs av Günther Enderlein 1901. Meropathus chuni ingår i släktet Meropathus och familjen vattenbrynsbaggar. Inga underarter finns listade i Catalogue of Life.